# عنقاء الظلام (فلم)
رجال-إكس: عنقاء الظلام (بالإنجليزية: X-Men: Dark Phoenix) هو فيلم بطل خارق أمريكي قادم مستوحى عن شخصيات إكس مان الظاهرة في مارفل كومكس، الفيلم هو الثاني عشر ضمن سلسلة أفلام إكس مان والأول ضمن ثلاثية أفلام إكس مان جديدة. الفيلم من إخراج وكتابة سيمون كينبرج. وبطولة كل من جيمس مكافوي، مايكل فاسبندر، جينيفر لورنس، نيكولاس هولت، تاي شيريدان، صوفي تارنر، كودي سميت-ماكفي، وجيسيكا شاستاين. في هذا الفيلم، رجال إكس يحتم عليهم مواجهة القوة الكاملة لجين غراي بعد مهمة للفضاء باءت بالفشل. تم إصدار الفيلم مسرحيًا في الولايات المتحدة في 7 يونيو 2019، وتم إنتاجه وتوزيعه بواسطة تونتيث سنتوري فوكس. إنها الدفعة الأقل ربحًا في السلسلة الرئيسية، وثاني أقل فيلم اكس مان ربحًا بعد فيلم المتحولون الجدد (2020)، والذي تم إصداره في دور العرض خلال جائحة COVID-19. حقق الفيلم 252 مليون دولار في جميع أنحاء العالم بميزانية إنتاج 200 مليون دولار وخسر ما يقدر بنحو 133 مليون دولار بعد تكاليف التسويق والتوزيع، مما يجعله أحد أكبر قنابل شباك التذاكر في كل العصور. لقد تلقت آراء مختلطة عمومًا من النقاد، حيث رأى الكثير منهم أنها مخيبة للآمال للغاية.

## الحبكة
في عام 1975، تسببت جين جراي البالغة من العمر ثماني سنوات بطريق الخطأ في حادث سيارة أدى على ما يبدو إلى مقتل والديها، وتركها يتيمة. يأخذها البروفيسور تشارلز كزافييه إلى مدرسة كزافييه للشباب الموهوبين، حيث يعد بتعليم غراي استخدام هداياها من أجل الخير.
في عام 1992، خلال المهمة الأولى لمكوك الفضاء إنديفور، تعرض المكوك لأضرار بالغة بسبب الطاقة الشبيهة بالوهج الشمسي. يدعو الرئيس الـ رجال اكس لإنقاذ رواد الفضاء، وفي هذه العملية يصاب جين بالصدمة. بأعجوبة، نجت من الانفجار وتمتص الأشعة، لتنقذ طائرة فريقها. توبخ رايفين اكزافير ويدعي أنه يعرض الفريق لخطر لا داعي له. تتضخم قوى جين النفسية كثيرًا، لكن حالتها العاطفية تبدأ في التدهور. عندما تصبح متوترة بشكل متزايد، يصبح من الصعب السيطرة على سلطات جين وتطلق العنان لقوتها عن طريق الخطأ على المتحولين الذين يحتفلون في مدرسة اكزافير. يكشف اكزافير أنه وضع حواجز ذهنية في ذهن جان عندما كان طفلاً لقمع ذاكرتها عن التسبب في حادث السيارة وإبعاد أي صدمة نفسية مقابلة، لكن قوة جان المعززة دمرت هذه الكتل. في هذه الأثناء، تسافر جين إلى مسقط رأسها بعد رؤية رؤى والدها.
وجدت جين والدها على قيد الحياة؛ لقد نجا من حادث السيارة وتركها. تستعيد الذاكرة الكاملة للحادث وتدرك أنها، غير قادرة على التحكم في سلطاتها في ذلك الوقت، قد جعلت والدتها تفقد وعيها أثناء القيادة عن طريق التخاطر، مما تسبب في تحطمها وقتلها. يصل اكس-مان، وبعد مناوشة قصيرة أصيب فيها بيتر ماكسيموف، قام اكزافير بتجميد الجميع عقليًا للسماح بوقت رايفن لإقناع جاين بالعودة إلى المنزل. غير القادرة على التحكم في عواطفها، قامت جين بالهجوم وقتل رافين بطريق الخطأ قبل أن تفر إلى جزيرة جنوشا، ملجأ متحولة يديره إريك لينشير. تطلب جين المساعدة في السيطرة على غضبها، ووافق في البداية. طائرات هليكوبتر عسكرية أمريكية تهبط على الجزيرة وتطالب باستسلام جان. يهاجمهم جين، لكن إريك يوقفها ويبعدها بغضب، رافضًا المساعدة.
عُثِر على جين من قبل فوك، زعيم جنس فضائي متغير الشكل يُعرف باسم دي باري، والذي اتخذ شكلاً بشريًا. يوضح فوك أن القوة الكونية التي امتصها جان قد قضت على كوكب ديباري واستهلكت كل شيء في طريقه حتى انجذب إلى جين. تعرض مساعدة جين على تعلم استخدام القوة بأمان.
هانك، الذي يلوم كزافييه على موت رافين، يترك المدرسة والحلفاء مع إريك وفصيله من المتحولين في محاولة لقتل جين في مدينة نيويورك. عند تعلم خطة إريك، ينقل كيرت واغنر عن بعد اكس-مان إلى نيويورك لإنقاذها. أثناء معركة الفصيلين، يواجه إريك جان وفوك، لكنه هزم من قبل قوى جان المضخمة. يصل اكزافير ويقنعها بقراءة ذكرياته، مما يساعد شخصيتها السابقة على الظهور مرة أخرى. شعرت بالندم، وحاولت السماح لـ فوك بأخذ قوة العنقاء منها، لكن سكوت سمرز أوقفها عندما أدرك تشارلز أنها ستقتل جين وأن فوك ينوي استخدام القوة لغزو الأرض. وصول القوات الحكومية الأمريكية وإخضاع كلا الفصيلين المتحولين بينما يهرب فوك.
يتم وضع المسوخ على قطار متجه نحو منشأة احتواء، مقيدة تمامًا. تهاجم فوك وقواتها من دباري القطار، وبينما يتغلبون على الجنود، يتم تحرير المسوخ من قيودهم. يقنع تشارلز وسكوت هانك وإريك وحلفائهما بأن جين لا يزال جيدًا بطبيعته ولا يحتاج إلى مساعدة. الآن متحدين لحماية جان، المتحولين لصد مهاجمي دي باري قبل وصول فوك.
تشارلز يضع جان في ذهنه، وتسامحه على أخطائه. يستيقظ جين، وينقذ المسوخ من هجوم فوك وحطام القطار الذي تلاه. ثم قامت بتفكيك ما تبقى من دباري. تحاول فوك مرة أخرى استنزاف القوة من جان، لكن جين تطير بهم إلى الفضاء الخارجي لإطلاق العنان لكل قوتها وقتل فوك. تتسبب هذه السلالة في اختفاء جين في اندفاعة من الطاقة على شكل طائر الفينيق.
في أعقاب الحادث، تم تغيير اسم مدرسة اكزافيير إلى «مدرسة جان جراي للشباب الموهوبين». يتقاعد تشارلز من منصب العميد ويحل محله هانك. في باريس، تفاجأ تشارلز بمقهى من تصميم إريك، الذي دعا تشارلز للعب الشطرنج. عندما يبدأون، يظهر طائر الفينيق المشتعل عالياً في السماء.

## طاقم التمثيل
- جيمس مكافوي بدور تشارلز كزافيير: الأكثر قوة في العالم من حيث قدرته على تخاطر، وقد أسس مدرسة للشباب الموهوبين.
- مايكل فاسبندر بدور ماغنيتو: متحول قوي لتحكم بالأشياء (وبخاصة المعادن) وتحوليها إلى أي شكل يريد.
- جينفير لورنس بدور مستيك: أخت كزافيير المتبناة، ومتحولة لها قوة التحول إلى أي شخص من شخصيات البشر أو حيوان.
- نيكولاس هولت بدور بيست / هانك ماكوي: متحول بمظهر وحش وذي قدرات جسدية فائقة، هو أستاذ بمدرسة كزافيير.
- تاي شيريدان.
- صوفي تارنر.
- الكسندرا شيب.
- كودي سميت-ماكفي.
- ايفان بيترز.
- جيسيكا شاستاين.
- أوليفيا مون.

## انظر ايضاً
- كابتن مارفل (فيلم)

## وصلات خارجية
مقالات تستعمل روابط فنية بلا صلة مع ويكي بيانات

لا توجد روابط لمواقع التواصل الاجتماعي.